# Israel Giladi
Israel Giladi (născut Isrul Butelbroit; în rusă Исраэль Гилади; în ebraică ‏ישראליק גלעדי‏‎; n. 1886, Călărași, gubernia Basarabia, Imperiul Rus – d. 2 octombrie 1918, Kfar Giladi⁠(d), Palestina sub mandat britanic) a fost un evreu basarabean, conducător al mișcării de colonizare evreiești din Palestina, una dintre figurile-cheie din a doua Aliyah.

## Biografie
S-a născut în târgul Călărași din ținutul Chișinău, gubernia Basarabia (Imperiul Rus), unde împreună cu Mendel Portugali, s-a alăturat partidului muncitoresc evreiesc Poalei Sion. După organizarea unităților de autoapărare în Călărași în timpul pogromului evreiesc din 23 octombrie 1905, împreună cu frații Mendel și Iakov Portugali, a fugit din gubernie în încercarea de a evita arestarea și a ajuns în Palestina la sfârșitul aceluiași anului. În 1907, împreună cu Mendel Portugali, Israel Șohat și Aleksandr Zaid a organizat societatea clandestină militarizată Bar-Giora (בר גיורא) pentru protecția așezărilor evreiești din Palestina. În 1909 a luat parte la crearea unei alte organizații paramilitare, Hashomer, în Galileea. A fost membru al comitetului de conducere al acestuia din urmă, care, în afară de el, era format din Portugali și Șohat.
În 1916, a fost unul dintre fondatorii kibuțului Kfar Bagh în districtul de Nord, care după moartea sa de gripă spaniolă în 1918 a fost redenumit Kfar Giladi. Memoriile sale Divrei Imey ha-agudda („Istoria organizației”) au fost publicate în colecția Kovets Hashomer („Colecția lui Hashomer”, 1937). Soția lui, Keila, a lăsat amintiri despre el. O stradă din Ierusalim îi poartă numele.